# Jöran Nordberg
Pour les articles homonymes, voir Nordberg.
Jöran Andersson Nordberg (1677-1744) fut un biographe suédois.
Il était le chapelain du roi Charles XII de Suède. Il a écrit par ordre de la reine Ulrique-Éléonore une Vie de Charles XII (publiée à Stockholm en 1740 et traduite en français par Carl Gustav Warmholtz, La Haye, 1742). Il eut pour ce faire à sa disposition toutes les pièces authentiques, et son travail fut corrigé et approuvé par une commission royale. 
Voltaire avait publié lui-même neuf ans plus tôt une biographie de ce roi, et comme Nordberg releva certaines de ses assertions, il se vengea en le persiflant dans une lettre sarcastique publiée en 1744.